# Paul Aguilar
Paul Nicolás Aguilar Rojas (Concordia, 6 maart 1986) is een Mexicaans voormalig voetballer die doorgaans speelde als rechtsback. Tussen 2004 en 2022 was hij actief voor Pachuca, Indios, Club América en Juárez. Aguilar maakte in 2007 zijn debuut in het Mexicaans voetbalelftal en kwam uiteindelijk tot zesenvijftig interlandoptredens.

## Clubcarrière
Aguilar begon in 2002 zijn carrière bij Pachuca, waardoor hij na twee jaar verhuurd werd aan Indios voor de duur van twee seizoenen. In 2006 werd hij doorgeschoven naar het eerste elftal en op 6 augustus debuteerde hij tegen Cruz Azul (2–3 nederlaag). Hij speelde de gehele wedstrijd mee en scoorde tien minuten na de rust de 2–2. In 2007, 2008 (als CONCACAF Champions Cup) en 2009/10 won Aguilar met Pachuca de CONCACAF Champions League. In 2008 en 2010 nam Aguilar met Pachuca deel aan het FIFA WK voor clubs. Tevens won Aguilar met Pachuca, als enige Mexicaanse club ooit, de Copa Sudamericana.
Op 23 mei 2011 werd de verdediger verkocht aan Club América. Hij debuteerde voor die club op 31 juli 2011, toen er met 1–1 gelijk werd gespeeld tegen Deportivo Toluca. Op 26 mei 2013 won Aguilar zijn eerste titel met América, toen in de beslissende wedstrijd gewonnen werd van Cruz Azul. Een jaar later, op 26 maart 2014, verlengde de rechtsback zijn verbintenis tot 2016. Hij had eerder al aangegeven zijn carrière te willen afsluiten bij América. Dit deed hij niet, want in januari 2021 verliet hij América. Zijn periode bij América was zeer succesvol, met onder anderen twee CONCACAF Champions League-titels. Een half jaar later werd Juárez zijn nieuwe club. Aguilar besloot in de zomer van 2022 op zesendertigjarige leeftijd een punt achter zijn actieve loopbaan te zetten.

## Interlandcarrière
Aguilar debuteerde op 1 oktober 2009 voor het Mexicaans voetbalelftal . Op die dag werd er met 1–2 verloren van Colombia. De rechtsback mocht van bondscoach Javier Aguirre in de basis beginnen en hij speelde de gehele wedstrijd mee. In de laatste minuten van de wedstrijd scoorde hij ook direct zijn eerste interlanddoelpunt. In 2010 werd hij opgeroepen voor het WK 2010 in Zuid-Afrika. Hij speelde hier slechts mee in de openingswedstrijd tegen Zuid-Afrika, toen hij gewisseld werd voor Andrés Guardado. Op 9 mei 2014 werd bekendgemaakt dat Aguilar onderdeel uitmaakte van de Mexicaanse selectie voor het WK 2014 in Brazilië. Met zijn land werd hij in de achtste finale tegen Nederland (1–2) uitgeschakeld. In juni 2015 werd Aguilar opgenomen in de selectie voor de CONCACAF Gold Cup 2015; de finale werd met 1–3 gewonnen van Jamaica.
| Interlands van Paul Aguilar voor Mexico | Interlands van Paul Aguilar voor Mexico | Interlands van Paul Aguilar voor Mexico | Interlands van Paul Aguilar voor Mexico | Interlands van Paul Aguilar voor Mexico | Interlands van Paul Aguilar voor Mexico | Interlands van Paul Aguilar voor Mexico |
| №                                       | Datum                                   | Wedstrijd                               | Uitslag                                 | Competitie                              | Goals                                   |                                         |
| Als speler bij CF Pachuca               | Als speler bij CF Pachuca               | Als speler bij CF Pachuca               | Als speler bij CF Pachuca               | Als speler bij CF Pachuca               | Als speler bij CF Pachuca               | Als speler bij CF Pachuca               |
| --------------------------------------- | --------------------------------------- | --------------------------------------- | --------------------------------------- | --------------------------------------- | --------------------------------------- | --------------------------------------- |
| 1                                       | 30 september 2009                       | Mexico – Colombia                       | 1 – 2                                   | Vriendschappelijk                       | 90'                                     |                                         |
| 2                                       | 24 februari 2010                        | Mexico – Bolivia                        | 5 – 0                                   | Vriendschappelijk                       | 51'                                     |                                         |
| 3                                       | 24 maart 2010                           | Mexico – IJsland                        | 0 – 0                                   | Vriendschappelijk                       |                                         |                                         |
| 4                                       | 7 mei 2010                              | Mexico – Ecuador                        | 0 – 0                                   | Vriendschappelijk                       |                                         |                                         |
| 5                                       | 10 mei 2010                             | Mexico – Senegal                        | 1 – 0                                   | Vriendschappelijk                       |                                         |                                         |
| 6                                       | 13 mei 2010                             | Mexico – Angola                         | 1 – 0                                   | Vriendschappelijk                       |                                         |                                         |
| 7                                       | 16 mei 2010                             | Mexico – Chili                          | 1 – 0                                   | Vriendschappelijk                       |                                         |                                         |
| 8                                       | 24 mei 2010                             | Engeland – Mexico                       | 3 – 1                                   | Vriendschappelijk                       |                                         |                                         |
| 9                                       | 26 mei 2010                             | Nederland – Mexico                      | 2 – 1                                   | Vriendschappelijk                       |                                         |                                         |
| 10                                      | 3 juni 2010                             | Italië – Mexico                         | 1 – 2                                   | Vriendschappelijk                       |                                         |                                         |
| 11                                      | 11 juni 2010                            | Zuid-Afrika – Mexico                    | 1 – 1                                   | WK 2010                                 |                                         |                                         |
| 12                                      | 11 augustus 2010                        | Mexico – Spanje                         | 1 – 1                                   | Vriendschappelijk                       |                                         |                                         |
| 13                                      | 9 februari 2011                         | Mexico – Bosnië en Herzegovina          | 2 – 0                                   | Vriendschappelijk                       |                                         |                                         |
| 14                                      | 26 maart 2011                           | Mexico – Paraguay                       | 3 – 1                                   | Vriendschappelijk                       |                                         |                                         |
| Als speler bij Club América             |                                         |                                         |                                         |                                         |                                         |                                         |
| 15                                      | 22 juni 2011                            | Honduras – Mexico                       | 0 – 2                                   | Gold Cup 2011                           |                                         |                                         |
| 16                                      | 4 juli 2011                             | Chili – Mexico                          | 2 – 1                                   | Copa América 2011                       |                                         |                                         |
| 17                                      | 8 juli 2011                             | Peru – Mexico                           | 1 – 0                                   | Copa América 2011                       |                                         |                                         |
| 18                                      | 12 juli 2011                            | Uruguay – Mexico                        | 1 – 0                                   | Copa América 2011                       |                                         |                                         |
| 19                                      | 10 augustus 2011                        | Verenigde Staten – Mexico               | 1 – 1                                   | Vriendschappelijk                       |                                         |                                         |
| 20                                      | 30 januari 2013                         | Mexico – Denemarken                     | 1 – 1                                   | Vriendschappelijk                       |                                         |                                         |
| 21                                      | 6 februari 2013                         | Mexico – Jamaica                        | 0 – 0                                   | WK 2014 kwalificatie                    |                                         |                                         |
| 22                                      | 31 oktober 2013                         | Mexico – Finland                        | 4 – 2                                   | Vriendschappelijk                       |                                         |                                         |
| 23                                      | 13 november 2013                        | Mexico – Nieuw-Zeeland                  | 5 – 1                                   | WK 2014 kwalificatie                    | 32'                                     |                                         |
| 24                                      | 20 november 2013                        | Nieuw-Zeeland – Mexico                  | 2 – 4                                   | WK 2014 kwalificatie                    |                                         |                                         |
| 25                                      | 5 maart 2014                            | Mexico – Nigeria                        | 0 – 0                                   | Vriendschappelijk                       |                                         |                                         |
| 26                                      | 2 april 2014                            | Verenigde Staten – Mexico               | 2 – 2                                   | Vriendschappelijk                       |                                         |                                         |
| 27                                      | 29 mei 2014                             | Mexico – Israël                         | 3 – 0                                   | Vriendschappelijk                       |                                         |                                         |
| 28                                      | 31 mei 2014                             | Mexico – Ecuador                        | 3 – 1                                   | Vriendschappelijk                       |                                         |                                         |
| 29                                      | 7 juni 2014                             | Mexico – Portugal                       | 0 – 1                                   | Vriendschappelijk                       |                                         |                                         |
| 30                                      | 13 juni 2014                            | Mexico – Kameroen                       | 1 – 0                                   | WK 2014                                 |                                         |                                         |
| 31                                      | 17 juni 2014                            | Brazilië – Mexico                       | 0 – 0                                   | WK 2014                                 |                                         |                                         |
| 32                                      | 23 juni 2014                            | Kroatië – Mexico                        | 1 – 3                                   | WK 2014                                 |                                         |                                         |
| 33                                      | 29 juni 2014                            | Nederland – Mexico                      | 2 – 1                                   | WK 2014                                 |                                         |                                         |
| 34                                      | 6 september 2014                        | Chili – Mexico                          | 0 – 0                                   | Vriendschappelijk                       |                                         |                                         |
| 35                                      | 9 september 2014                        | Bolivia – Mexico                        | 0 – 1                                   | Vriendschappelijk                       |                                         |                                         |
| 36                                      | 9 oktober 2014                          | Mexico – Honduras                       | 2 – 0                                   | Vriendschappelijk                       |                                         |                                         |
| 37                                      | 12 oktober 2014                         | Mexico – Panama                         | 1 – 0                                   | Vriendschappelijk                       |                                         |                                         |
| 38                                      | 12 november 2014                        | Nederland – Mexico                      | 2 – 3                                   | Vriendschappelijk                       |                                         |                                         |
| 39                                      | 18 november 2014                        | Wit-Rusland – Mexico                    | 3 – 2                                   | Vriendschappelijk                       |                                         |                                         |
| 40                                      | 29 maart 2015                           | Mexico – Ecuador                        | 1 – 0                                   | Vriendschappelijk                       |                                         |                                         |
| 41                                      | 1 april 2015                            | Mexico – Paraguay                       | 1 – 0                                   | Vriendschappelijk                       |                                         |                                         |
| 42                                      | 28 juni 2015                            | Mexico – Costa Rica                     | 2 – 2                                   | Vriendschappelijk                       |                                         |                                         |
| 43                                      | 2 juli 2015                             | Mexico – Honduras                       | 0 – 0                                   | Vriendschappelijk                       |                                         |                                         |
| 44                                      | 10 juli 2015                            | Mexico – Cuba                           | 6 – 0                                   | Gold Cup 2015                           |                                         |                                         |
| 45                                      | 13 juli 2015                            | Guatemala – Mexico                      | 0 – 0                                   | Gold Cup 2015                           |                                         |                                         |
| 46                                      | 16 juli 2015                            | Mexico – Trinidad en Tobago             | 4 – 4                                   | Gold Cup 2015                           | 32'                                     |                                         |
| 47                                      | 20 juli 2015                            | Mexico – Costa Rica                     | 1 – 0                                   | Gold Cup 2015                           |                                         |                                         |
| 48                                      | 23 juli 2015                            | Panama – Mexico                         | 1 – 2                                   | Gold Cup 2015                           |                                         |                                         |
| 49                                      | 27 juli 2015                            | Jamaica – Mexico                        | 6 – 0                                   | Gold Cup 2015                           |                                         |                                         |
| 50                                      | 10 oktober 2015                         | Verenigde Staten – Mexico               | 2 – 3                                   | CONCACAF Cup 2015                       | 118'                                    |                                         |
| 51                                      | 25 maart 2016                           | Canada – Mexico                         | 0 – 3                                   | WK 2018 kwalificatie                    |                                         |                                         |
| 52                                      | 29 maart 2016                           | Mexico – Canada                         | 2 – 0                                   | WK 2018 kwalificatie                    |                                         |                                         |
| 53                                      | 28 mei 2016                             | Mexico – Paraguay                       | 1 – 0                                   | Vriendschappelijk                       |                                         |                                         |
| 54                                      | 2 juni 2016                             | Mexico – Chili                          | 1 – 0                                   | Vriendschappelijk                       |                                         |                                         |
| 55                                      | 14 juni 2016                            | Venezuela – Mexico                      | 1 – 1                                   | Copa América Centenario                 |                                         |                                         |
| 56                                      | 19 juni 2016                            | Mexico – Chili                          | 0 – 7                                   | Copa América Centenario                 |                                         |                                         |

## Erelijst
| Competitie                |         |                                             |         |         |
| Competitie                | Aantal  | Jaren                                       |         |         |
| Pachuca                   | Pachuca | Pachuca                                     | Pachuca | Pachuca |
| ------------------------- | ------- | ------------------------------------------- | ------- | ------- |
| Liga MX                   | 1       | Clausura 2007                               |         |         |
| CONCACAF Champions League | 3       | 2007, 2008, 2009/10                         |         |         |
| CONMEBOL Sudamericana     | 1       | 2006                                        |         |         |
| North American SuperLiga  | 1       | 2007                                        |         |         |
| Club América              |         |                                             |         |         |
| Liga MX                   | 3       | Clausura 2013, Apertura 2014, Apertura 2018 |         |         |
| Copa MX                   | 1       | Clausura 2019                               |         |         |
| Campeón de Campeones      | 1       | 2019                                        |         |         |
| CONCACAF Champions League | 2       | 2014/15, 2015/16                            |         |         |
| Mexico                    |         |                                             |         |         |
| CONCACAF Gold Cup         | 2       | 2011, 2015                                  |         |         |
| CONCACAF Cup              | 1       | 2015                                        |         |         |
| Individueel               |         |                                             |         |         |
| Liga MX Best XI           | 3       | Clausura 2015, Apertura 2015, Clausura 2016 |         |         |